# 26 Чаши
26 Чаши (лат. 26 Crateris), HD 101666 — кратная звезда в созвездии Гидры на расстоянии приблизительно 434 световых лет (около 133 парсек) от Солнца.

## Характеристики
Первый компонент (WDS J11417-3230A) — оранжевый гигант спектрального класса K5III, или K5. Видимая звёздная величина звезды — +5,214m. Масса — около 1,782 солнечной, радиус — около 40,268 солнечного, светимость — около 309,3 солнечной. Эффективная температура — около 4040 K.
Второй компонент — коричневый карлик. Масса — около 20,05 юпитерианской. Удалён в среднем на 1,813 а.е..
Третий компонент (UCAC4 288-066001) — жёлто-белая звезда спектрального класса F7V. Видимая звёздная величина звезды — +13m. Радиус — около 2,74 солнечного, светимость — около 4,515 солнечной. Эффективная температура — около 5085 K. Удалён на 31,2 угловой секунды.
Четвёртый компонент (HD 101665) — жёлто-белая звезда спектрального класса F5V, или G0. Видимая звёздная величина звезды — +8,34m. Масса — около 1,33 солнечной, радиус — около 2,77 солнечного, светимость — около 9,836 солнечной. Эффективная температура — около 6088 K. Удалён на 66,1 угловой секунды.
Пятый компонент (HD 101665B) — оранжевый карлик спектрального класса K. Видимая звёздная величина звезды — +13,6m. Радиус — около 0,59 солнечного, светимость — около 0,145 солнечной. Эффективная температура — около 4318 K. Удалён на 4,7 угловой секунды.